# Peinado

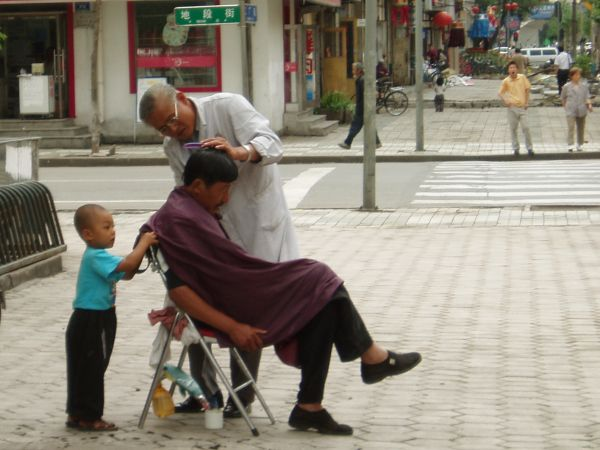
Peluquero (también llamado barbero), en una calle de China.

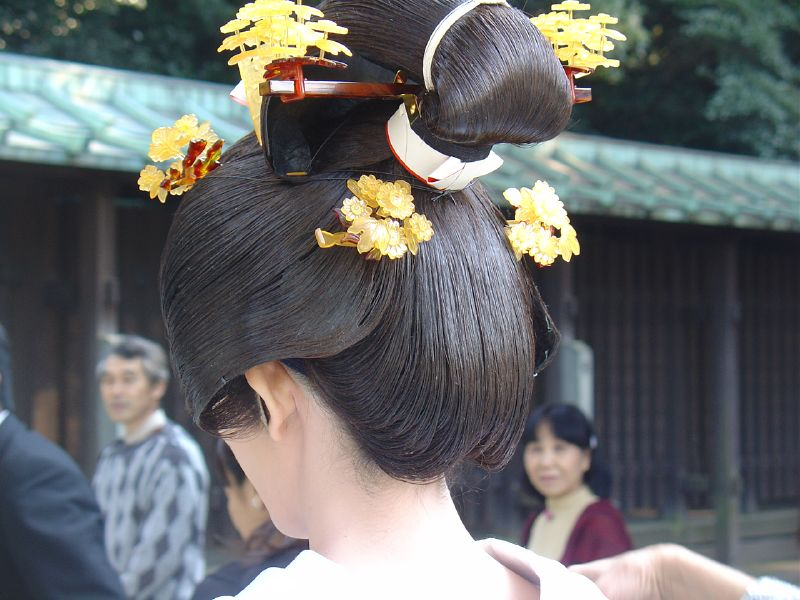
Peinado tradicional de una novia japonesa.

El peinado o estilo del cabello es la forma de cortarse o arreglarse el cabello. Los seres humanos de muchas culturas cortan su cabello, en vez de dejarlo crecer naturalmente. Los estilos del pelo se usan frecuentemente como seña de identidad cultural, social o étnica y pueden reflejar el estatus social y la individualidad. Los hombres y las mujeres tienen naturalmente el mismo cabello, en el que la queratina es su principal componente. La queratina es una proteína formada por una larga cadena de aminoácidos. Generalmente, los estilos de pelo se ajustan a influencias culturales asignadas al hombre y la mujer. Las tendencias de la moda también pueden tener una gran influencia sobre la persona.
Los arreglos del pelo, especialmente los de mujeres, a veces incluyen el uso de elementos tales como clips, horquillas, hebillas, broches, pines, ligas, diademas, pasadores, peinetas, coleteros, cintas, bandas, pinzas, vinchas, y extensiones capilares.

## Historia
El uso de cabellos largos se remonta a los primeros tiempos de la Antigüedad. Los profetas de Israel jamás se cortaban sus cabellos ni su barba.
En la Prehistoria, fuente inagotable de mitos y leyendas, el cabello fue visto como un potente elemento mágico o ceremonial. La importancia mágico-religiosa del cabello propició que ya en tiempos remotos su cuidado tuviera una considerable importancia en muchas de sus sociedades. Es posible que la primera herramienta usada por el hombre para cortarse el cabello fueran las lascas extremadamente afiladas de piedra de sílex. El corte de pelo se debía indudablemente a cuestiones prácticas o ceremoniales y nada tenía que ver con los motivos únicamente estéticos de épocas posteriores.

## Mitología
- El dios Apolo ceñía ordinariamente sus cabellos con una venda o con un ramo de laurel. En su estatua de Belvedere se le ve representado con sus cabellos echados hacia atrás y colgándole con negligencia alrededor del cuello. Una porción de cabello en su área superior del cráneo está entrelazado entre sí con un nudo.
- Los dioses Marte y Mercurio están representados con los cabellos rizados y cortos.
- A la diosa Venus se la representa casi siempre con sus cabellos anudados por detrás de la cabeza y sostenidos con una diadema, o vendados con un nudo hecho con sus propios cabellos en el área superior de su cráneo. De este último modo se le puede apreciar a la Venus de Médici.
- A las diosas Diana y Juno se las representan con el cabello recogido por una diadema.
- Los cabellos del dios Vulcano y los del héroe Hércules se representan cortos y rizados.
- Al dios Plutón se le representa con los cabellos espesos y caídos sobre la frente.
- Los del dios Júpiter se les representan ondulantes y majestuosamente alzados sobre la frente, a la que dejan descubierta.
- Los de Neptuno se representan como agitados por las olas, como dios de los mares que era.
- Al ser mitológico de la Medusa se la representa con serpientes en lugar de cabellos en el cráneo, lo mismo que a las Furias.
- Homero atribuye cabellos rubios a las diosas Minerva y Venus, a Apolo y al dios Amor, igualmente que a los más distinguidos héroes, como Aquiles, Menelao, Paris, etc.
- Macrobio cuenta que los egipcios representaban al Sol con la cabeza rapada, excepto su parte derecha en donde le dejaban crecer algunos cabellos.[1]

## Tipos
| Imagen | Nombre                        | Descripción |
| ------ | ----------------------------- | --- |
|        | Afro                          | Afro es un tipo de peinado producido naturalmente por la textura de cabello afroide o alguna de sus variantes de textura rizada que se caracteriza por formar una masa abultada de cabello que se mantiene sobre la parte superior del cráneo en una forma redonda. El afro es un atributo clave de la cultura afroamericana de los años 1960 y de los de 1970, en los que se había desarrollado el movimiento del Black Pride (orgullo negro). Esta forma de peinado es obtenida mediante el arrastre del cabello desde su base a las puntas en forma ascendente (método conocido como cardado), normalmente utilizando un peine especial conocido como afro pick. |
|        | Alas                          | El peinado alas (inglés: wings) es un peinado que se caracteriza por la formación de una masa de cabello que recae sobre la frente y orejas del portador, produciéndose una ondulación natural que garantiza el curvado de las puntas hacia el exterior del rostro. El peinado es un atributo cultural de la comunidad de los skaters y de los surfistas de los años 2000. Las alas suelen ser obtenidas mediante el crecimiento natural de cabello y la estabilización de este en forma de ala con la utilización de sombreros y gorras. |
|        | Beehive o colmena             | El beehive o colmena es un peinado femenino variante del bouffant, que recibe su nombre por la similitud de este a una colmena. Se caracteriza por la formación de una masa abultada de cabello que forma una estructura de domo a partir de la intersección de cabello o técnica de updo (técnica que consiste en el acomodo de secciones de cabello para evitar que recaiga libremente), dándole al portador una apariencia de mayor estatura. Normalmente es identificado con el peinado popular entre las amas de casa estadounidenses de la década de 1960. El peinado suele ser acompañado de flequillo, secciones de cabello largas y alas laterales, cuyo resultado es fijado con aerosol para el cabello. El beehive también es conocido como B-52, por su similitud con el morro del bombardero Boeing B-52 Stratofortress.                              |
|        | Bob o bobcut                  | El bob o bob cut (también conocido como ¾ o shingle en el habla inglesa del siglo xx) es un tipo de peinado femenino de corta longitud que se caracteriza por presentar un corte recto que se extiende a la altura de la mandíbula o a la altura del cuello, el cual suele incluir toda clase de flequillos. Es identificado culturalmente como atributo estético de la mujer flapper sexualmente activa de la era del jazz en los años 1920, la que pretendía cambiar las nociones tradicionales de la feminidad al practicar todo tipo de actividades poco regulares en el comportamiento femenino como el consumo de alcohol, tabaco y el libre ejercicio de la sexualidad. |
|        | Bollo o rodete                | El bollo o rodete es un tipo de peinado popular femenino que consiste en la formación de una masa de cabello que se mantiene sujeta sobre la coronilla del cráneo o la región que corresponde al área occipital. Se forma con el enroscamiento de una sección del cabello, normalmente en patrón de trenza. Este peinado suele descubrir la cara del portador, al recogerse el pelo con la utilización de redecillas u otros dispositivos sujetadores. Su nombre se debe a su similitud con el bollo de panadería. |
|        | Bouffant                      | El bouffant es un tipo de peinado que se caracteriza por la formación de una masa de cabello apilado sobre la sección parietal del cráneo en una forma similar a un casco, la cual suele ser acompañada de secciones de cabello que cuelgan libremente en determinadas secciones alrededor de la cabeza, ocasionalmente en forma de alas laterales o flequillo. El bouffant se consigue mediante técnicas de aumento de volumen capilar como el cardado, el peinado en tupé y la utilización de rulos modeladores de cabello, cuyo resultado es fijado con productos para el cuidado de cabello como ceras y fijador en aerosol. Este peinado tiene su origen en la estética aristocrática del siglo xviii, cuya popularidad llegaría hasta la estética de la Gibson girl a finales del siglo xix y la estética femenina de la década de los 50 y 60 del siglo xx. |
|        | Chonmage                      | El chonmage (japonés: 丁髷, ちょんまげ) es un peinado tradicional japonés asociado culturalmente con la clase militar perteneciente al período Edo entre el siglo xvii y el siglo xix. Se caracteriza por la formación de una pequeña masa o bulto de cabello que es sujeta en forma de nudo o abanico sobre la coronilla del cráneo (normalmente afeitado). Este tipo de peinado surgió con un propósito relacionado con la comodidad, ya que era originalmente utilizado por el combatiente para asegurar el casco sobre su cabeza en las batallas que libraba, pero se convirtió en un peinado relacionado con la identificación de las clases sociopolíticas de la sociedad japonesa. El chonmage era frecuentemente utilizado por cuerpos militares de Japón y por samuráis; posteriormente sería utilizado por los luchadores de sumo.                       |
|        | Cola de caballo o coleta      | La cola de caballo o coleta es un tipo de peinado sencillo en la estética del hombre y la mujer que se caracteriza por el agrupamiento de una sección de cabello en la parte trasera de la cabeza. El cabello es apartado de los laterales de la cabeza y, ocasionalmente, del rostro, para ser agrupado y asegurado en la parte posterior del cráneo a través de un lazo de pelo o un dispositivo sujetador de cabello, dejándose colgar libremente sobre la nuca o espalda del portador. Su nombre se debe a su similitud con la crin de la cola de los caballos. Las coletas son frecuentemente sujetas en el área accipital de la parte posterior de la cabeza o la base de la nuca de la persona, aunque también suelen ser formadas en los hemisferios parietales del cráneo. Puede, o no, cubrir la oreja del portador.                                     |
|        | Colitas, trencitas o pigtails | Las colitas, trencitas o pigtails (en español: colas de cerdo, por la flexibilidad de sus trenzados finales) es un peinado popular femenino que se caracteriza por la formación de trenzas idénticas en ambos hemisferios del cráneo, que se forman con la sección divisoria del cabello sobre la sutura sagital del cráneo. Sus variantes suelen contener la estructura de una trenza compresa que proporciona un efecto de delgadez a la sección del cabello, o pueden ser secciones de cabello sujeto sin ningún tipo de presentación concreta de patrón. Este estilo suele ser muy popular en su uso para el peinado infantil. |
|        | Cola de pato                  | La cola de pato (inglés: duck's ass, duck's tail o ducktail) es un tipo de peinado popular masculino que se caracteriza por la formación de una línea divisoria de cabello sobre la nuca que separa el cabello correspondiente en direcciones antagónicas hacia el exterior de la cabeza. Su nombre se origina de la relación de la forma del peinado con el acomodo natural del plumaje de la sección pélvica de un pato. Este patrón suele ser componente de peinados como el tupé y el pompadour, atributo estético de la moda de los años 40 y 50 del siglo xx, e identificado culturalmente con la subcultura greaser, los teddy boys y la subcultura de los rockers de los años de 1950. |
|        | Cola de rata                  | La cola de rata (inglés: rattail) es un peinado que se caracteriza por la formación de un mechón largo de cabello sobre la nuca, el cual suele contrastar con la longitud corta del cabello circundante. Este peinado suele presentarse en forma de trenza, regularmente entrelazada con estambres o hilos. Fue popular entre la población adolescente de los años 1980 y los años 2000. |
|        | Corte César                   | El corte César es un tipo de peinado masculino que se caracteriza por su corta longitud. Consiste en un corte global corto que incluye un flequillo de poca longitud y de corte recto que no rebasa la altura del arco supraorbitario. Este peinado es popularmente asociado con el periodo clásico del Imperio Romano, llamado en nombre de Julio César debido a que las representaciones artísticas de este personaje incluyen este peinado. El estilo se popularizó con la extensión de la noción de higiene en la Roma antigua, la que consistía en el afeitado y el cabello corto entre los peinados masculinos. |
|        | Corte de tazón                | El corte de tazón o corte de hongo es un tipo de peinado sencillo, normalmente perteneciente a los peinados infantiles, que se caracteriza por la formación de una masa cupular de cabello que corta en una misma longitud por el contorno de la cabeza. El corte de tazón debe su nombre debido a que suele ser formado mediante el posicionamiento de un tazón o cuenco sobre la cabeza del portador, a manera de guía recta de corte que deja intacto el área de cabello que cubre el recipiente. Este peinado contrasta con un tipo de undercut o rasurado del cabello en patillas y nuca. |
|        | Corte militar                 | El corte militar (inglés: crew cut) es un tipo de peinado que se caracteriza por presentar un corte que se presenta en una longitud relativamente corta, normalmente obtenido mediante la utilización de maquinillas de trasquilado capilar. Este peinado presenta un corte en gradiente sobre el cabello en el área temporal de la cabeza, una considerable mayor longitud en la parte superior del cráneo y una considerable mayor longitud en el cabello de la línea capilar que contrasta con el cabello rapado de otras secciones. Este tipo de corte suele ser un peinado reglamentario entre los miembros de las fuerzas armadas de diversos países. |
|        | Corte pixie                   | El corte pixie (inglés: pixie cut) es un peinado femenino de longitud notablemente corta. El peinado presenta una longitud considerablemente corta en la frente y la parte trasera de la cabeza, manifestando un flequillo regularmente corto que no excede la altura de las cejas. En algunas ocasiones, el peinado suele aumentar de longitud en el área superior del cráneo. El corte pixie es una adaptación femenina del cabello corto que se popularizó en la década de 1950. |
|        | Cortina                       | El peinado de cortina es un tipo de peinado, regularmente masculino, que se caracteriza por la división de secciones de cabello sobre el origen del flequillo en una forma lateral o en forma de partido. El peinado surge entre los deportistas de rugby de la era eduardiana y presenta distintos periodos de repopularización que se extendieron de la estética del new wave de los años 1980, la estética del boys band y el teen pop americano en los años 1990 y 2000, hasta la subcultura hipster de los años 2010. |
|        | Devilock                      | El devilock —contracción de devil (diablo) y lock (mechón)— es un peinado cuya creación es atribuida a Jerry Only de la banda Misfits. El devilock se caracteriza por la formación de una extensa prolongación del flequillo que llega a la altura de la barbilla y es peinado en forma de púa. Jerry Only afirmó que el estilo lo había basado en el peinado tidal wave de los skaters en los años 1970 y el pico de viuda de Eddie Munster. |
|        | Emo                           | El peinado emo es un término global que enlista una serie de peinados asociados culturalmente con los miembros de la subcultura emo de los años 2000. El peinado emo pertenece a la estética emo masculina y a la estética emo femenina, normalmente presentando flequillos en forma de barrido o side-swept largos que se extienden a los laterales del rostro y que cubren al menos un ojo del portador (flequillo conocido como emo bangs). El peinado combina diversos elementos que coinciden en el cabello de longitud considerablemente larga, cabello alisado y, en algunas ocasiones, cabello teñido. Los scene kids suelen utilizar peinados en forma de mullet. |
|        | Eton crop                     | Eton crop (en español: corte de Eton, llamado así en honor al famoso Colegio Eton de donde proviene el peinado) es un tipo de peinado femenino que se caracteriza por presentar una longitud relativamente corta. El cabello es sujetado con distintos dispositivos que producen una notoria cercanía al cuero cabelludo, además de ser tratado con la aplicación de ceras y pomadas que suprimen el volumen natural del cabello. El peinado Eton crop se volvió altamente popular entre la estética flapper de los años 1920, identificado principalmente en su portadora más famosa, la vedette Josephine Baker. |
|        | Fallera                       | Fallera es un término popular utilizado para referirse a una serie de tradicionales y complicados peinados femeninos, propios de la celebración de las Fallas según la tradición de la Comunidad Valenciana. El peinado en su forma tradicional no tiene una forma específica, pero suele componerse de bollos y distintos patrones de trenzas. El peinado es frecuentemente identificado dentro de la cultura popular como peinado de la Princesa Leia, debido a una similitud que comparte el peinado tradicional con el peinado portado por el personaje Leia Organa en la saga Star Wars. |
|        | Feathered                     | El peinado feathered (en español: emplumado) es un tipo de peinado femenino que se caracteriza por presentar una textura ondulada que permite la formación de ondulaciones que se prolongan hacia el exterior del rostro en forma de alas, dando al cabello un mayor volumen. El peinado se forma con un corte graduado o en capas que permite la segmentación del cabello, además de presentar una longitud que no excede la altura de los hombros. El peinado feathered fue popular en los años 1970. |
|        | Flattop                       | El flattop (en español: superficie plana) es un tipo de peinado, variante del corte militar que se caracteriza por presentar una longitud relativamente corta que se acentúa por una manifestación plana en el corte del cabello perteneciente al área superior del cráneo. El flattop obtuvo gran popularidad entre la década de 1930 y la de 1950 durante la cultura del swing y la estética de la cultura rockabilly, influenciadas por el contexto de la Segunda Guerra Mundial y el reglamento de peinados de las fuerzas armadas de Estados Unidos. |
|        | Flequillo                     | Flequillo es una sección de cabello que nace de la línea capilar, la cual se corta o se peina de tal manera que cubre total o parcialmente la frente del portador. El flequillo suele ser un componente de diversos peinados, además de ser frecuentemente utilizado como un afecto visual para reducir diversos rasgos faciales como los rostros alargados y la frente amplia. |
|        | Fauxhawk                      | El fauxhawk —contracción de fauz (falso) y mohawk (mohicano)— es una variante popular del mohawk en el que no se afeitan completamente las partes laterales de la cabeza, únicamente se crea una cresta definida que pretende contrastar con el resto del cabello. El peinado es habitualmente propio de la moda masculina y debe gran parte de su popularidad debido al uso que el futbolista David Beckham hizo de él en los primeros años del siglo xxi. |
|        | Hi-top fade                   | El hi-top fade o high top fade (en español: punta alta en gradiente) es un tipo de peinado popular entre la población afroamericana durante los años 1990. El hi-top fade se caracteriza por presentar un corte en gradiente sobre el área temporal de la cabeza que se extiende verticalmente hasta la formación de una densa masa de cabello sobre la parte superior del cráneo, la cual suele exceder los siete centímetros de altura. Este peinado es propio de la textura de cabello afroide, aunque puede ser formado en otro tipo de texturas. |
|        | Hime                          | El peinado hime (japonés: 姫; en español: princesa) es un corte femenino, propio de la textura de cabello lacio, que se caracteriza por presentar cortes perfectamente rectos en el flequillo y el cabello que cae en las zonas circundantes del cráneo. También se caracteriza por presentar una longitud que suele exceder la altura de los hombros del portador. El peinado es tradicional en Japón y su popularidad vino influenciada por la subcultura lolita y la representación del peinado en los medios masivos de Japón como el manga y el anime. |
|        | Hitler Youth hairstyle        | El Hitler Youth hairstyle es un tipo de peinado habitualmente masculino que se caracteriza por presentar una gradiente en el corte lateral (denominada undercut) que frecuentemente se acompaña de un flequillo barrido que cubre parcialmente la frente. El peinado recibe su nombre del programa alemán de adiestramiento nazi, Juventudes Hitlerianas (inglés: Hitler Youth), peinado que era reglamentario entre los formados masculinos dentro del movimiento político. El peinado experimentaría un resurgimiento en su popularidad en los años 2010. |
|        | Jewfro                        | El jewfro —contracción de jew (judío) y la palabra afro— es una variante del afro característica de la textura de cabello rizada u ondulada de las razas descendientes de los pueblos judíos y otras culturas del Oriente Medio, como los individuos de la cultura ashkenazí. A diferencia del afro, es natural en texturas rizadas y onduladas de volumen menor a la textura capilar de las razas negras, por lo que suele ser más definido; y al igual que el afro, forma una masa de cabello abultada sobre la cabeza, la cual suele manifestar una forma redonda. El jewfro surgió como una respuesta de nacionalismo y orgullo de herencia cultural de los judíos en América durante el periodo del Black Power. |
|        | Jheri curl                    | El Jheri curl es un tipo de peinado complicado, creado por el cosmetólogo Jheri Redding, que se caracteriza por la formación artificial de una textura rizada definida mediante la aplicación de diversos productos cosméticos que rizan el cabello. Para formar este peinado se recurre a una suavizante crema texturizadora para alaciar el cabello completamente, luego se aplica una solución que activa la formación de los rizos. La solución debe aplicarse en el cabello humectado. Para evitar que el peinado pierda su forma se aplica una sustancia conocida como activador. |
|        | Khokhol                       | El khokhol (ucraniano: хохол, que significa flequillo), chupryna (ucraniano: чуприна), chub (ucraniano: чуб, que significa cresta), oseledets (ucraniano: оселедець) o jojol es un tipo de peinado tradicional cosaco que se caracteriza por la formación de una franja o nudo de cabello sobre la sutura sagital de la parte susperior del cráneo, la cual contrasta con el resto del cráneo afeitado. El peinado fue ampliamente utilizado por los guerreros cosacos como un medio de identificación durante el siglo xvi. |
|        | Liberty spikes                | El liberty spikes (en español: púas de la libertad) es un tipo de peinado que se caracteriza por formar mechones definidos en forma de púas con la ayuda de productos fijadores para el cabello. El peinado se originó en los pueblos britanos antiguos en los que las púas representaban la virilidad y el valor en combate. El nombre deriva de su adaptación moderna entre los grupos de la subcultura punk durante la década de 1970, en la que se asociaba el peinado con la corona con púas que porta la Estatua de la Libertad en Nueva York. |
|        | Melena                        | La melena es un término global utilizado para describir a cualquier tipo de forma natural que adopta el cabello después de un crecimiento considerable, caracterizado por su sometimiento a la fuerza de gravedad que le permite recaer sobre diversas áreas inferiores a la cabeza del portador como los hombros y la espalda. La melena puede variar en longitud; puede, o no, contener un flequillo y puede presentar cualquier tipo de textura capilar. |
|        | Mohawk o mohicano             | El mohawk, mohicano o iro (este último término en referencia al pueblo iroqués) es un tipo de peinado que se caracteriza por el afeitado del área temporal de ambos lados de la cabeza, dejando una franja de cabello constrastante que se forma sobre la sutura sagital de la parte superior del cráneo. El mohicano obtuvo gran popularidad entre la juventud perteneciente a la subcultura punk de comienzos de la década de 1970 y fue entonces adoptado por muchos otros grupos, que lo convirtieron en un estilo más diverso. Su nombre procede del pueblo mohicano, antiguo nativo en el territorio de Estados Unidos que fue casi exterminado por los ingleses en las guerras coloniales. El mohawk es asociado culturalmente con las subculturas relacionadas con la música punk.                                                                         |
|        | Moño                          | Un moño (francés: chignon) es un tipo de peinado femenino que se caracteriza por la formación de una masa compresa de cabello sobre la región occipital de la cabeza del portador. El peinado se logra al enredar una sección de cabello agrupada como cola de caballo, que es enredada en un punto y luego sujeto con una redecilla u otros dispositivos diseñados para sujetar el cabello. El peinado tuvo grandes periodos de popularidad durante el periodo del Imperio Romano y la época victoriana. |
|        | Mop-top                       | El mop-top o mop top (en español: punta de trapero) es un tipo de peinado, considerado como variante masculina del bob, que se caracteriza por una longitud relativamente larga (comparada con la longitud de los peinados masculinos de épocas anteriores) que presenta secciones de cabello que cubren la nuca y las orejas, además de un corte semi-recto en las puntas y el flequillo. Este peinado es asociado culturalmente con los exponentes masculinos de la invasión británica musical de los años 1960, identificado principalmente con los miembros de la banda The Beatles, razón por la que el peinado es popularmente conocido como corte Beatle o Beatle haircut. |
|        | Mullet                        | El mullet es un tipo de peinado, tradicionalmente masculino, que se caracteriza por presentar una longitud corta en la parte frontal de la cabeza que contrasta con una cortina de cabello de longitud considerablemente larga que se forma en la parte trasera de la cabeza. Su nombre se origina de un relato popular en que los pescadores de mújoles o lisas (especie conocida en inglés como mullet) utilizaban este peinado para protegerse del sol en la nuca. El estilo se volvió muy popular entre los peinados masculinos durante las décadas de 1970 y 1980. |
|        | Pageboy                       | El pageboy (en español: paje) es un tipo de peinado, variante del bob, que se caracteriza por una ondulación interior de las puntas del cabello. Este peinado recibe su nombre de lo que se supone fue el corte clásico de los niños paje de Inglaterra durante los siglos xviii y xx. El peinado presenta una longitud relativamente corta que apenas supera la altura de las orejas, cuyo proceso de formación incluye el corte en forma curva. |
|        | Payot                         | Payot (hebreo: פֵּאוֹת), también conocido como pe'ot, peyot, payos o peyos, son un tipo de prolongación de cabello que nace de las patillas, el cual es tradicional entre algunos practicantes masculinos (adultos y adolescentes) del judaísmo ortodoxo. Este peinado se basa en una interpretación bíblica que se opone al rasurado. Los mechones de cabello pueden presentar una textura lacia o una textura ondulada según la filosofía religiosa a la que se pertenezca, siendo diferentes en el judaísmo jasídico, el judaísmo jaredí y el judaísmo yemenita. |
|        | Pompadour                     | El pompadour es un tipo peinado que toma su nombre de la aristócrata y amante de Luis XV de Francia, Madame de Pompadour. Se caracteriza por la formación de una masa de cabello sobre la frente que se crea a partir de la extensión del flequillo de una manera arrastrante hacia la parte trasera de la cabeza, cuya forma resultante suele ser fijada con la aplicación de productos cosméticos como el aerosol para el cabello. El peinado obtuvo gran popularidad entre la estética de la Gibson girl de los años 1890, la estética pin-up de los años 1940 y la cultura rockabilly de los años 1950. |
|        | Pompadour rockabilly o tupé   | El pompadour rockabilly, mejor conocido en el habla hispana como tupé, es una variante del pompadour que se relaciona con la cultura del rockabilly, un género musical originado en el sur de Estados Unidos, y derivado del blues y el folk, que tuvo gran demanda comercial entre los años 1940 y los años 1950. La estética del rockabilly se relacionaba principalmente con la subcultura greaser de principios de los 50. El pompadour se logra con la formación de una onda en el flequillo que se fijaba a partir de la aplicación de productos para el cabello, normalmente acompañado de otro tipo de peinados como la cola de pato (un tipo de patrón que formaba una línea divisora en la nuca) y el flattop. La onda de cabello del pompadour se lograba con la aplicación de ceras con la mano.                                                       |
|        | Pouf                          | El pouf es un tipo de peinado tradicional femenino, creado por el peluquero francés Léonard Autié, que era habitualmente confeccionado en pelucas durante el siglo xviii como un símbolo de estatus socioeconómico. El pouf, consistente en una formación ciliada de cabello denso, se fijaba con la aplicación de ceras y distintas sustancias que manejaban la textura de la peluca, que luego era adornada con joyería, plumas, listones, flores y pequeñas aves. La popularidad del peinado continuó hasta los primeros años del siglo xix, donde las pelucas fueron sustituidas por cabello natural e integraciones artificiales de cabello. |
|        | Psychobilly wedge             | El psychobilly wedge es un tipo de pompadour, resultado de la fusión del pompadour de la época rockabilly, con el mohawk de la época del subgénero del punk rock y el rockabilly. El psychobilly se deriva del mohawk, pero a diferencia de este, no se crean púas con las puntas largas de cabello; el cabello sólo es peinado hacia atrás hasta formar un pompadour, aplicándosele un fijador o soluciones para evitar que pierda forma. Además, el cabello lateral es cortado parcial o completamente para que contraste con la franja central de cabello sobre el cráneo. El portador más famoso de un peinado psychobilly es Kim Nekroman, vocalista de Nekromantix. |
|        | Rapado                        | El rapado es una técnica de peluquería en la que se retira considerablemente la longitud original del cabello, dejándolo en una longitud corta que lo acerca al cuero cabelludo; dicho proceso suele realizarse con dispositivos especializados como maquinillas de trasquilado capilar. Este peinado incluye diversas variantes como el corte militar y el flattop. |
|        | Rasta                         | Una rasta (inglés: dreadlock) es una sección de cabello que se enreda de tal manera que forma una estructura densa en forma de cabello. Las rastas son asociadas culturalmente como un símbolo de identidad de los practicantes del movimiento rastafari inspirado por Marcus Garvey en la década de 1930. El peinado es logrado mediante la sección del cabello en nudos, y su tejido abultado con la ayuda de un gacho. El peinado logró popularizarse en la segunda mitad del siglo xx debido a la comercialización de la estética del reggae en las décadas de 1960 y 1970. |
|        | Shag o capas                  | Shag o capas es una técnica de peluquería que consiste en la realización de una serie de cortes en distintos estratos de cabello que proporcionan una longitud irregular o en gradiente. Esta técnica suele presentar un tipo de corte asimétrico que se crea con la ayuda de navajas o tijeras especializadas (conocidas como tijeras de degrafilado), dando al cabello una textura y longitud diferente en cada sección del cabello. La creación de esta técnica de peluquería se le atribuye al estilista Paul McGregor en el año de 1971. Alcanzó gran popularidad entre los años 1970 y los años 2000. |
|        | Spiky                         | El peinado spiky (en español: puntiagudo), conocido en español con distintos nombres como peinado de picos o peinado de púas, es un tipo de peinado que se caracteriza por la elevación y posicionamiento del cabello en una forma vertical. El peinado spiky tiene una menor definición que el peinado liberty spikes y es logrado mediante la aplicación de fijadores como ceras, pomadas y gel en una forma retrocedente. |
|        | Tirabuzón o bucle             | Un tirabuzón o bucle (francés: tire-bouchon) es una pequeña sección de cabello que se agrupa en una forma similar a una espiral. El peinado es natural en las texturas rizadas de cabello afroasiáticas y caucasoides, pero puede ser logrado artificialmente mediante la utilización de rulos modeladores y curling rolls. Este peinado tiene sus orígenes entre la estética femenina de la dinastía flavia del Imperio Romano. Fue muy popular entre los siglos xviii y xix, y experimentó un resurgimiento en las décadas de 1920 y 1930. |
|        | Tonsura                       | La tonsura era un ritual religioso propio del cristianismo que involucra la iniciación religiosa de una persona y su introducción en el primer grado clerical, el cual se confería con la autorización del obispo como disposición y preparación para recibir el sacramento del orden y cuya ceremonia se ejecutaba afeitando el cabello del iniciado. También se le conoce como tonsura al peinado producto de esta iniciación religiosa. Este peinado es ampliamente identificado en la tonsura romana, la cual consiste en el afeitado de únicamente la parte superior del cráneo, dejando una estructura circular que rodea el cráneo del portador. |
|        | Trenza                        | Una trenza es un tipo de estructura o patrón que se caracteriza por entrecuzar tres o más tiras de algún material fácilmente manipulable o flexible como alambre, material textil o cabello. Su significado es más relacionado con la aplicación de estos patrones al cabello humano, convirtiéndolas también en un tipo de peinado. La trenza convencional es un patrón de tres tiras de cabello que forman una línea en forma de V. La trenza francesa tiene un origen cercano al cuero cabelludo y adquiere mayor volumen a medida que se aleja de este. La trenza holandesa es un patrón de tres tiras de cabello que forman una línea en forma de V invertida. |
|        | Trenza africana cosida        | La trenza africana cosida (inglés: cornrow) es un tipo de trenza que se caracteriza por la construcción de patrones de tres secciones de cabello que se entrecuzan en hileras y se fijan en una distancia cercana al cuero cabelludo. Este peinado es asociado culturalmente con la estética tradicional de diversas etnias africanas, aunque goza de gran popularidad entre la población afroamericana. Las trenzas suelen construir hileras y suelen ser adornadas con cuentas, plumas, listones o joyería. |
|        | Undercut                      | Un undercut (en español: corte inferior) es un componente de diversos peinados que se caracteriza por el rapado en una de las secciones inferiores del cráneo, pudiéndose ubicar en el área temporal de los laterales del cráneo o en la nuca (aunque en su versión más común suele presentarse en un solo corte en uno de los laterales del cráneo). Esta técnica se presenta en cortes tradicionales como el flattop y el corte de tazón, aunque puede presentarse en otros peinados tanto en el hombre como en la mujer. |
|        | Updo                          | Updo (en español: hecho arriba) es una técnica de peluquería utilizada para retener el cabello sobre el cráneo del portador y evitar que recaiga libremente. La técnica suele emplear la utilización de dispositivos sujetadores y aerosol para el cabello, pudiendo el peinado resultante presentar así cualquier forma. |

## Cortes de cabello en el espacio

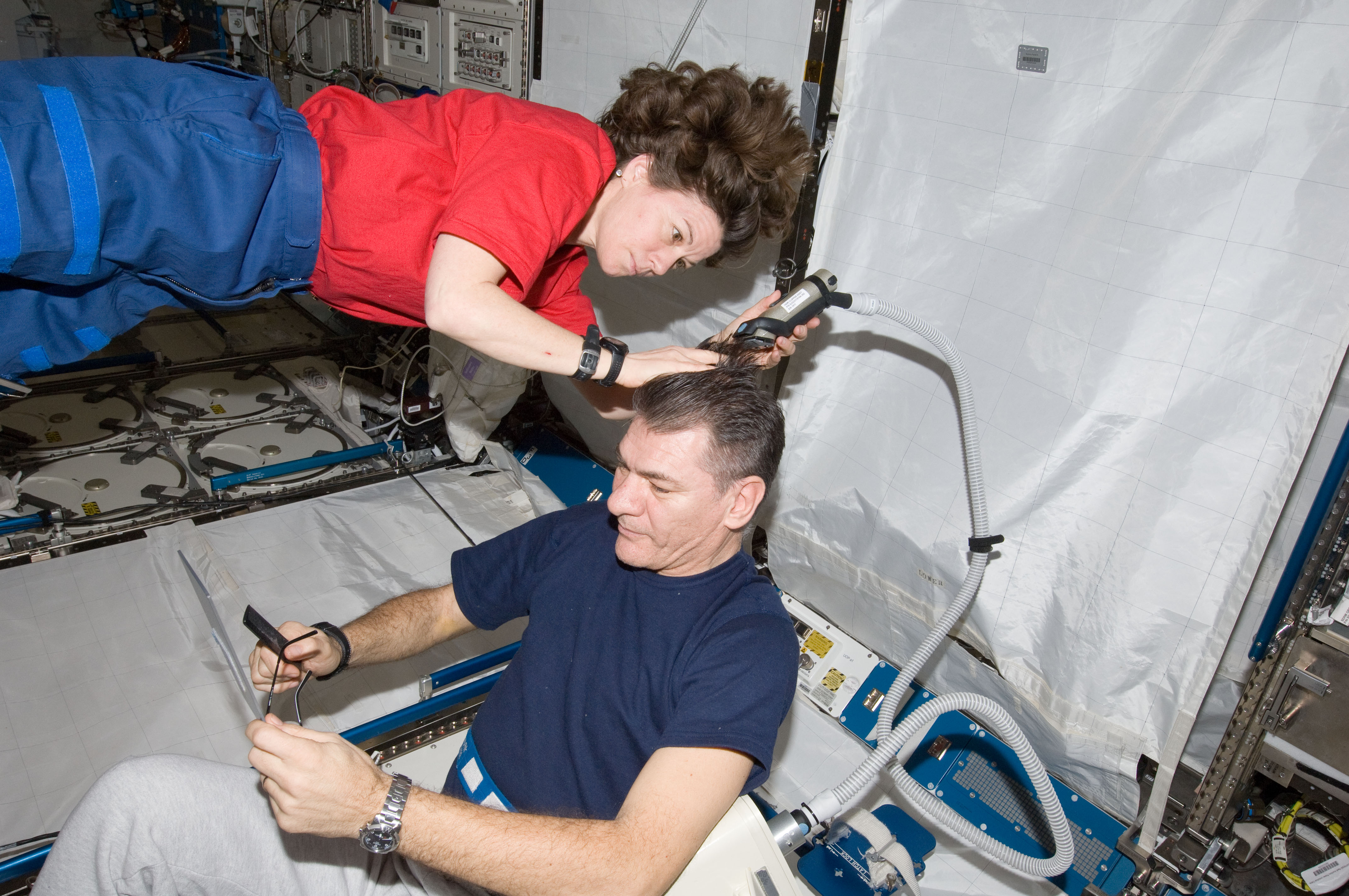
La astronauta de la NASA Catherine (Cady) Coleman recorta el cabello de Paolo Nespoli en el laboratorio Kibō en la Estación Espacial Internacional durante la Expedición 26. Una recortadora de cabello conectada a una aspiradora elimina los recortes de cabello flotantes.

Los cortes de cabello también ocurren en la Estación Espacial Internacional. Durante las diversas expediciones, los astronautas usan recortadoras de cabello conectadas a dispositivos de aspiración para acicalar a sus colegas para que el cabello cortado no se desplace dentro del entorno sin gravedad de la estación espacial y se convierta en una molestia para los astronautas o represente un peligro para las instalaciones de equipos sensibles dentro de la estación.
El corte de cabello en el espacio también se utilizó con fines benéficos en el caso de la astronauta Sunita Williams quien obtuvo dicho corte de cabello por parte de la astronauta colega Joan Higginbotham dentro de la Estación Espacial Internacional. La coleta de Sunita fue traída de vuelta a la tierra con la tripulación STS-116 y fue donada a Locks of Love.